# Инозитол
Инозитол (циклогексан-1,2,3,4,5,6-гексол) — шестиатомный спирт циклогексана. Существует в девяти стереоизомерах, из которых наиболее часто встречающимся в живых организмах является цис-1,2,3,5-транс-4,6-циклогексангексаол (мио-инозитол).
Представляет собой карбоциклический сахар, который содержится в большом количестве в мозге и других тканях млекопитающих, опосредует передачу клеточного сигнала в ответ на различные гормоны, нейротрансмиттеры и факторы роста и участвует в осморегуляции. Несмотря на сходную с сахаридами брутто-формулу Cx(H2O)y, инозитол по химической природе не является углеводом. Инозитол практически безвкусен, слегка сладок.
Инозитол называли «витамином В8», однако было показано, что около 3/4 суточной потребности инозитола вырабатывается самим организмом, поэтому инозитол относят к витаминоподобным веществам. Не существует данных о том, что недостаток инозитола в пище может вызывать болезненные проявления.
Синтезируется из глюкозы в тканях и органах, например в сердце, печени, почках. С кровью он попадает во все клетки, причем в особо высокой концентрации — в клетки мозга, где накапливается в защитной мембране. Свободный инозитол содержится также в крови в концентрации приблизительно 4,5 микрограмма на миллилитр. Из этого резерва его получают те клетки, которые не могут сами производить это вещество. Хрусталик, задняя стенка глаза и слезная жидкость содержат особенно много инозитола.
Инозитол хорошо растворяется в воде, не растворяется в органических растворителях.

## Общие сведения
Мио-инозитол играет важную роль в качестве структурной основы для ряда вторичных посредников в эукариотических клетках, различных фосфатов инозита. Кроме того, инозитол служит важным компонентом структурных липидов фосфатидилинозитола (PI) и его различных фосфатов, липидов фосфатидилинозитолфосфата (PIP).
Инозитол или его фосфаты и ассоциированные липиды содержатся во многих продуктах питания, в частности во фруктах, особенно в дыне и апельсинах.
В растениях гексафосфат инозитола, фитиновая кислота или её соли служат запасами фосфата в семенах, например, в орехах и бобах. Фитиновая кислота также содержится в злаках с высоким содержанием отрубей. Однако фитат, поступающий с пищей, не является напрямую биодоступным для людей, поскольку он не усваивается. Некоторые методы приготовления пищи частично разрушают фитаты, однако инозитол в форме глицерофосфолипидов, который содержится в некоторых веществах растительного происхождения, таких как лецитины, хорошо абсорбируется и относительно биодоступен.

## Стереоизомеры
- Цис-инозитол — цис-1,2,3,4,5,6-циклогексангексаол
- Эпи-инозитол — цис-1,2,3,5,6-транс-4-циклогексангексаол
- Алло-инозитол — цис-1,2,3,4-транс-5,6-циклогексангексаол
- Нео-инозитол — цис-1,2,3-транс-4,5,6-циклогексангексаол
- Мио-инозитол — цис-1,2,3,5-транс-4,6-циклогексангексаол
- Муко-инозитол — цис-2,3,5,6-транс-1,4-циклогексангексаол
- Сцилло-инозитол — цис-1,3,5-транс-2,4,6-циклогексангексаол
- L-хиро-инозитол — цис-2,3,5-транс-1,4,6-циклогексангексаол
- D-хиро-инозитол — цис-1,2,5-транс-3,4,6-циклогексангексаол

В своей наиболее стабильной конформации изомер мио-инозитола принимает конформацию стула, которая перемещает максимальное количество гидроксилов в экваториальное положение, где они находятся дальше всего друг от друга. В этой конформации природный миоизомер имеет структуру, в которой пять из шести гидроксилов (первый, третий, четвёртый, пятый и шестой) являются экваториальными, тогда как вторая гидроксильная группа является аксиальной.
|      |         |       |       |
| мио- | сцилло- | муко- | хиро- |
|      |         |       |       |
| нео- | алло-   | эпи-  | цис-  |

## Биосинтез
Инозитол синтезируется из глюкозо-6-фосфата (G6P) в два этапа. Сначала G6P изомеризуется ферментом инозитол-3-фосфатсинтазой (например, ISYNA1) в мио-инозитол-1-фосфат, который затем дефосфорилируется ферментом инозитолмонофосфатазой (например, IMPA1) с образованием свободного мио-инозитола. У людей большая часть инозита синтезируется в почках, а затем в яичках, обычно в количестве нескольких граммов в день. На периферическом уровне мио-инозитол превращается в D-хиро-инозитол с помощью специфической эпимеразы. Активность этой эпимеразы зависит от инсулина. Только небольшое количество мио-инозитола превращается в D-хиро-инозитол, и это превращение необратимо.
Инозитол, фосфатидилинозит и некоторые из их моно- и полифосфатов действуют как вторичные посредники в ряде путей внутриклеточной передачи сигнала. Они участвуют в ряде биологических процессов, в том числе:
- Передача сигнала инсулина[3]
- Формирование цитоскелета
- Нервная проводимость (эпсин)
- Контроль концентрации внутриклеточного кальция (Ca2 +)
- Поддержание мембранного потенциала клеток
- Расщепление жиров
- Экспрессия генов

В одном важном семействе путей фосфатидилинозитол-4,5-бисфосфат (PIP2) хранится в клеточных мембранах до тех пор, пока он не будет высвобожден любым из сигнальных белков и не трансформируется в различные вторичные посредники, например диацилглицерин и инозитолтрифосфат.

### Фитиновая кислота в растениях

Двухмерная структура фитиновой кислоты

Гексафосфат инозитола, также называемый фитиновой кислотой или IP6, является основной формой хранения фосфора во многих тканях растений, особенно в отрубях и семенах. Фосфор и инозитол в форме фитата обычно не являются биодоступными для нежвачных животных, потому что у этих животных отсутствует пищеварительный фермент фитаза, необходимый для удаления фосфатных групп. Жвачные животные легко переваривают фитат благодаря фитазе, вырабатываемой микроорганизмами желудочного рубца. Более того, фитиновая кислота также хелатирует важные минералы, такие как кальций, магний, железо и цинк, делая их неусвояемыми и способствуя дефициту минералов у людей.
Инозитол пента- (IP5), тетра- (IP4) и трифосфат (IP3) также называют «фитатами».

## Противодействие дорожной соли
Когда растения подвергаются воздействию растущих концентраций дорожной соли, клетки растений перестают в должной мере выполнять свои функции и подвергаются апоптозу, что приводит к подавлению роста. Предварительная обработка инозитолом может обратить эти эффекты вспять.

## Исследования и клиническое применение
Существуют исследования, когда большие дозы инозитола изучались для лечения депрессии, но нет сведений, является ли это эффективным лечением.
Было обнаружено, что инозитол оказывает умеренное воздействие на пациентов с паническим или обсессивно-компульсивным расстройством.
Инозитол не следует регулярно применять для лечения недоношенных детей, страдающих или находящихся в группе риска респираторного дистресс-синдрома (РДС). Примечательно, что мио-инозитол помогает предотвратить дефекты нервной трубки с особой эффективностью в сочетании с фолиевой кислотой.
Инозитол считается безопасным и эффективным средством лечения синдрома поликистозных яичников (СПКЯ). Он работает за счет повышения чувствительности к инсулину, что помогает улучшить функцию яичников и снизить гиперандрогенизм. Также показано, что он снижает риск метаболических заболеваний у людей с СПКЯ. Кроме того, благодаря своей роли вторичного посредника гормона ФСГ, мио-инозитол эффективен в восстановлении соотношения ФСГ / ЛГ и регуляризации менструального цикла. Роль мио-инозитола в качестве вторичного посредника ФСГ приводит к правильному созреванию фолликула яичника и, следовательно, к более высокому качеству ооцитов. Мио-инозитол, улучшающий качество ооцитов как у женщин с СПКЯ, так и без него, может рассматриваться как один из возможных подходов к увеличению шансов на успех в вспомогательных репродуктивных технологиях. Напротив, D-хиро-инозитол может ухудшать качество ооцитов дозозависимым образом. Высокий уровень DCI, по-видимому, связан с повышенным уровнем инсулина примерно у 70 % женщин с СПКЯ. В других исследованиях напротив отмечается увеличение частоты овуляции на фоне применения Д-хиро-инозитола. Эти данные ещё раз подчеркивают дозозависимое влияние DCI на репродуктивную функцию.
По результатам клинических исследований, соотношение МИ:ДХИ 40:1, не является единственно возможным в клинической практике. Например, при сравнении эффектов применения 2 комбинаций МИ:ДХИ у женщин с СПКЯ, проходящих курс экстракорпорального оплодотворения (n=60). В данном исследовании в течение 12 нед пациентки получали 1100 мг/сут МИ + 300 мг/сут ДХИ (3:1) или 1100 мг/сут МИ + 28 мг/сут ДХИ (40:1). Показатели наступления беременности были значительно выше в группе МИ:ДХИ 3:1, чем в группе 40:1 (65 %, 40:1 — 26 %; р=0,003). Число живорожденных детей также было выше в группе 3:1 (55 %, 40:1 — 15 %; р=0,002). Риск синдрома гиперстимуляции яичников был ниже в группе МИ:ДХИ 3:1 (3,44 %, 40:1 — 18,5 %; тренд р=0,07). Согласно данным ещё одного европейского исследования, прием мио-инозитола (МИ) и D-хиро-инозитола (D-ХИ) в соотношении 5:1 способствует повышению частоты наступления клинической беременности в результате ВРТ у пациенток с СПКЯ. В исследовании участвовало 149 пациентов в возрасте менее 40 лет с диагнозом СПКЯ и как минимум 1 неудачной попыткой ИКСИ в анамнезе, оценивалась частота беременности в результате ВРТ. Пациентам в 1 группе (n= 58) в течение 3 мес до проведения ИКСИ назначали инозитол (получали МИ и ДХИ в соотношении 5:1) и фолиевую кислоту (400 мкг/сут), в группе 2 (n=91) — только фолиевую кислоту (в той же дозе). Частота клинической беременности, а также число пациенток с отличным и хорошим качеством ооцитов преобладали в группе 1 (p=0,02).
В связи с этим инсулин стимулирует необратимое превращение мио-инозитола в D-хиро-инозит, вызывая резкое сокращение мио-инозитола. Истощение мио-инозитола особенно вредно для фолликулов яичников, потому что он участвует в передаче сигналов ФСГ, которая нарушается из-за истощения мио-инозитола. Недавние данные свидетельствуют о более быстром улучшении метаболических и гормональных параметров, когда эти два изомера вводятся в их физиологическом соотношении. Плазматическое соотношение мио-инозита и D-хиро-инозитола у здоровых людей составляет 40:1 мио- и D-хиро-инозитола соответственно. Использование соотношения 40:1 показывает ту же эффективность, что и только мио-инозитол, но за более короткое время. Кроме того, физиологическое соотношение не влияет на качество ооцитов.
Использование инозитолов при СПКЯ приобретает все большее значение, и сообщается об эффективности выше 70 %. С другой стороны, около 30 % пациентов могут проявлять резистентность к инозитолу. Новые данные об этиопатогенезе СПКЯ описывают изменение видов и количества каждого штамма, характеризующего нормальную флору желудочно-кишечного тракта. Это изменение может привести к хроническому слабому воспалению и мальабсорбции. Возможное решение может быть представлено комбинацией мио-инозитола и α-лактальбумина. Эта комбинация показывает синергетический эффект в увеличении абсорбции мио-инозитола. Недавнее исследование показало, что комбинация мио-инозитола и α-лактальбумина способна увеличивать содержание мио-инозитола в плазме у пациентов, устойчивых к инозитолу, с относительным улучшением гормональных и метаболических параметров.